# Écorcei
Écorcei ist eine französische Gemeinde mit 376 Einwohnern (Stand: 1. Januar 2022) im Département Orne in der Region Normandie. Sie gehört zum Arrondissement Mortagne-au-Perche und zum Kanton Rai. Die Einwohner werden Écorceiens genannt.

## Geographie
Die Gemeinde Écorcei liegt sechs Kilometer südwestlich von L’Aigle und etwa 50 Kilometer nordwestlich von Chartres. Umgeben wird Écorcei von den Nachbargemeinden Rai im Norden, L’Aigle im Nordosten, La Chapelle-Viel im Osten und Südosten, Les Aspres im Süden und Südosten, Auguaise im Süden und Südwesten, Brethel im Westen sowie Aube im Nordwesten.

## Bevölkerungsentwicklung
| Jahr                       | 1962 | 1968 | 1975 | 1982 | 1990 | 1999 | 2006 | 2013 | 2021 |
| Einwohner                  | 278  | 227  | 217  | 227  | 253  | 299  | 330  | 358  | 385  |
| Quellen: Cassini und INSEE |      |      |      |      |      |      |      |      |      |

## Sehenswürdigkeiten

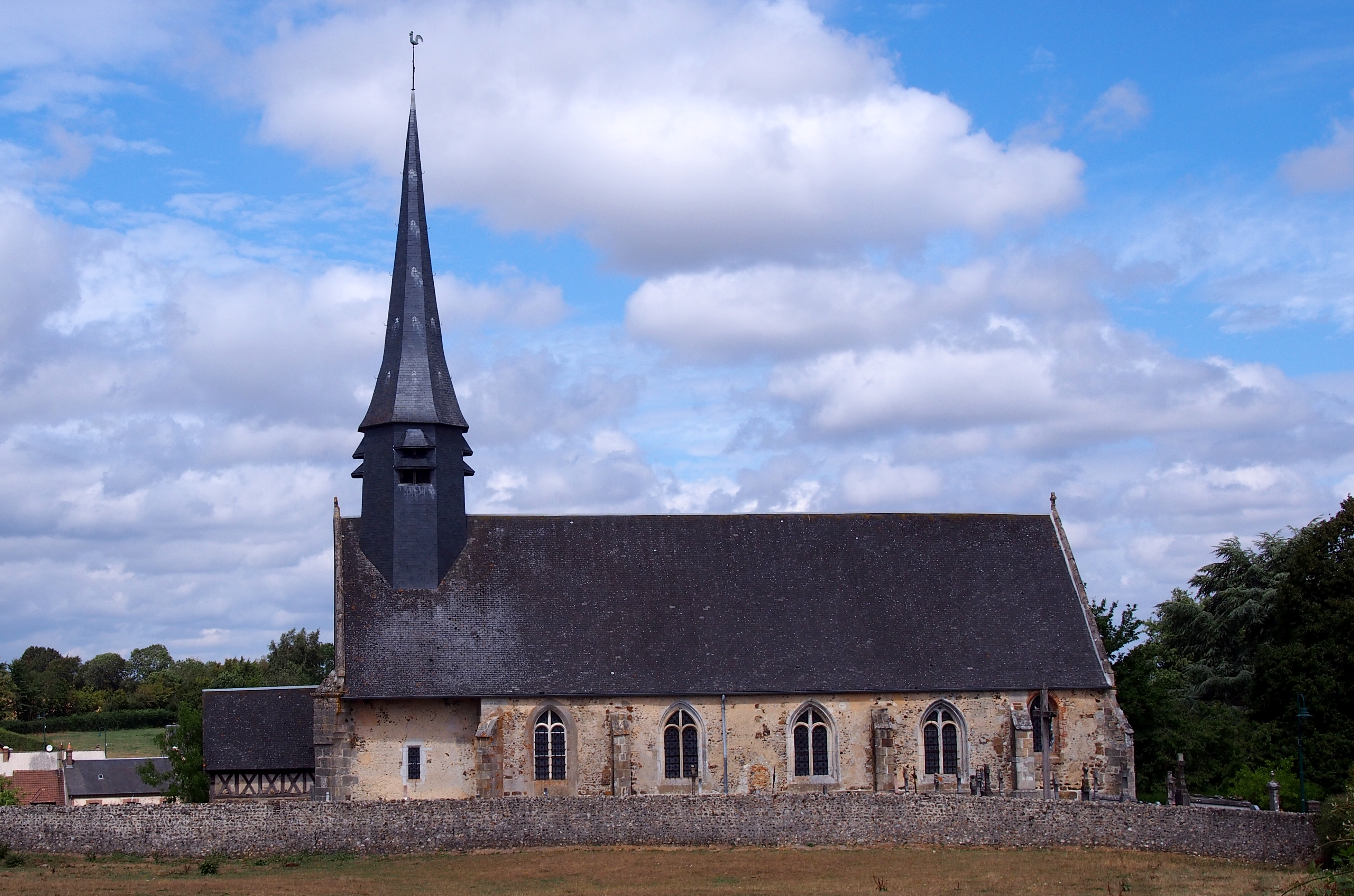
Kirche Saint-Michel

- Kirche Saint-Michel